# 아나스타시아 니키타
아나스타시아 니키타(루마니아어: Anastasia Nichita, 1999년 2월 19일~)는 몰도바의 레슬링 선수이다. 2024년 하계 올림픽 자유형 여자 라이트급에서 은메달을 획득했으며 세계 선수권 대회에서 금메달 1개, 은메달 1개를 획득했다.